# Farofa
Farofa (do quimbundo falofa) é a farinha de mandioca ou farinha de milho escaldadas ou torradas, geralmente passadas na gordura ou na manteiga, nas quais podem ser acrescentados inúmeros outros ingredientes, tais como: bacon torrado, linguiça frita, ovo, carne, tofu, ou outros alimentos de origem vegetal. 
É um prato bastante popular no Brasil, tendo sua origem registrada no período colonial. Serve de acompanhamento aos assados de carne, ave ou peixe. Por ter e ser um alimento de baixo custo e fácil de preparar, é muito comum entre os trabalhadores. Farofa pode ser encontrada em pacotes industrializados, mas também é muito preparada em casa, seguindo receitas familiares que variam com a região do país.
No Nordeste é muito consumida a farofa tradicional, mas especificamente na Bahia é comum o uso do azeite de dendê como gordura, que dá coloração e sabor característicos à farofa. É frequente, nos assados de aves, recheá-las com uma farofa feita com os miúdos da própria ave.
Através da farofa de mandioca é feita a popular "galinha com muita farofa". Consiste em cozinhar, em panela, uma galinha, bem temperada e cortada em pedaços, até ficar pouco úmida, mas com gordura. Acrescenta-se a farofa de mandioca bem torrada e mistura-se. A baixa umidade faz com que o preparado se preserve sem conservantes. É uma receita utilizada como farnel de viagem e em piqueniques.